# انتخابات الرئاسة القمرية 1978
انتخابات الرئاسة القمرية 1978 هي الانتخابات الرئاسية التي جرت في 22 أكتوبر 1978، فاز بالانتخابات أحمد عبد الله عبد الرحمن.